# Joseph Pannaye
Joseph "Jo" François Alphonse Pannaye (Saint-Nicolas, 27 juli 1922 – Luik, 20 februari 2009) was een Belgisch voetballer die speelde als verdediger. Hij voetbalde in Eerste klasse bij Tilleur FC en RCS Verviétois en speelde 13 wedstrijden met het Belgisch voetbalelftal. Na zijn spelersloopbaan was hij nog trainer bij Tilleur en Verviers.

## Loopbaan

### Als speler van Tilleur FC
Pannaye debuteerde in 1941 als linksachter in het eerste elftal van Tilleur FC, op dat moment reeds actief in Eerste klasse, en verwierf er al spoedig een basisplaats. In 1946 degradeerde de ploeg naar Tweede klasse maar twee seizoenen later werd de ploeg terug kampioen en kon ze terug promoveren naar de hoogste afdeling. De ploeg eindigde in de volgende seizoenen telkens in de tweede helft van de rangschikking maar ze wist zich steeds te handhaven dankzij haar sterke verdediging die ook wel "de vesting van Tilleur" werd genoemd. Voornaamste pionnen hierin waren doelman Daenen en verdediger Pannaye. Zo kreeg Tilleur in 1949 maar evenveel tegendoelpunten te slikken als RSC Anderlecht, dat landskampioen werd.
Beiden werden dan ook al vlug geselecteerd voor het Belgisch voetbalelftal. Pannaye werd 15 maal geselecteerd tussen 1944 en 1948. Tot 1947 speelde hij 13 wedstrijden met de nationale ploeg.

### Als speler-trainer bij RCS Verviétois
Pannaye bleef bij Tilleur voetballen tot in 1954. Hij trok daarop naar toenmalig Tweedeklasser RCS Verviétois, waar hij op 8 juli 1954 een contract ondertekende als speler-trainer. In 1956 werd Verviers kampioen in de Tweede klasse en werd promotie naar de hoogste afdeling afgedwongen. Verviers speelde eveneens de finale van de Beker van België, die met 2-1 verloren werd tegen RRC Tournai.
In haar eerste seizoen werd de ploeg achtste en in haar tweede seizoen eindigde Verviers op de zevende plaats in de Belgische competitie, mede dankzij een verdediging waarvan Pannaye nog steeds deel uitmaakte. In het begin van het seizoen 1958/59 geraakte Pannaye zwaar gekwetst in de wedstrijd tegen Thor Waterschei en stopte noodgedwongen met voetballen. Op het einde van het seizoen stond Verviers echter op een degradatieplaats en Pannaye besliste om terug te gaan spelen. Na een sterk seizoenseinde wist Verviers zich nog te redden. Ook het daaropvolgende seizoen seizoen wist Verviers zich nipt te redden met een 14de plaats. In 1961 kon de degradatie niet meer vermeden worden en zakte de ploeg naar Tweede klasse. Pannaye was nog tot december speler-trainer van de ploeg en nam toen ontslag. In totaal speelde hij 385 wedstrijden in de hoogste afdeling en scoorde 28 doelpunten.

### Als trainer
In 1962 ging Pannaye bij Tweede klasse Tilleur FC aan de slag als trainer. In 1964 werd de promotie naar de hoogste afdeling afgedwongen en in haar eerste seizoen in Eerste klasse eindigde de club op de vierde plaats. Pannaye bleef er daarna nog één seizoen trainer en verliet de club in 1966.
Pannaye keerde in 1969 terug naar RCS Verviétois, dat nog steeds actief was in de Tweede klasse. In zijn eerste seizoen eindigde de ploeg op de 14de plaats en kon zich redden. Het behoud werd pas verzekerd in de laatste wedstrijd waarbij Pannaye libero Philippe Garot in de aanval had geplaatst. Garot scoorde en de club was gered. In het daaropvolgende seizoen werd Pannaye ontslagen toen Verviers in april 1971 op de laatste plaats was terechtgekomen. De club eindigde na een sterk seizoenseinde nog op de 13de plaats.
In de jaren 1980 was Pannaye technisch directeur bij RCS Verviétois. In 1987 zat hij als interim-trainer nog tijdens één wedstrijd op de trainersbank.